# Baie de Bouéni
La baie de Bouéni est une baie de l'océan Indien formée par la côte sud-ouest de l'île principale de Mayotte, en Grande-Terre.

## Géographie
La baie de Bouéni mesure 3,6 km  de largeur et 5,6 km de longueur. La baie de Bouéni se trouve entre les deux volcans les plus élevés de Mayotte, le mont Bénara et le mont Choungui. Au milieu de la baie se trouve une îlot du nom de Chissiwa Karoni. À l'est de la baie, le littoral est formé de mangrove (avec les 7 espèces de palétuviers de Mayotte et une colonie de crabiers blancs), au sud la côte est sableuse. La baie de Bouéni est bordée par deux grandes communes, au sud-est Chirongui et à l'est Bouéni.

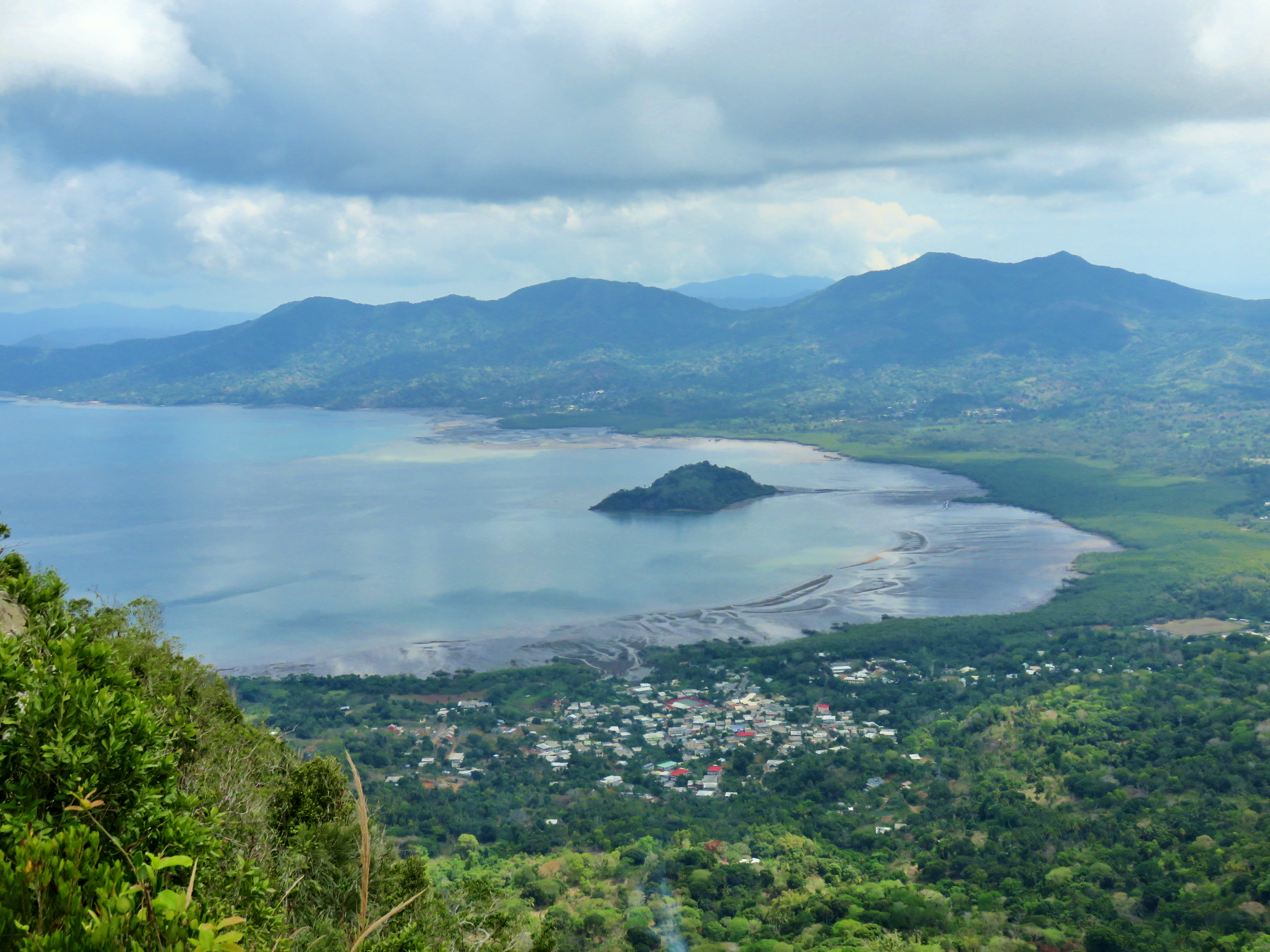
L'îlot Karoni, dans la baie de Bouéni, avec les villages de Tsimkoura et Chirongui. Prise de vue depuis le sommet du mont Choungui.